# ミラベッロ・モンフェッラート
ミラベッロ・モンフェッラート（伊: Mirabello Monferrato）は、イタリア共和国ピエモンテ州アレッサンドリア県にある、人口約1,300人の基礎自治体（コムーネ）。

## 地理

### 位置・広がり
| 隣接するコムーネは以下の通り。 - ジャローレ - ル・エ・クッカロ・モンフェッラート - オッチミアーノ - サン・サルヴァトーレ・モンフェッラート - ヴァレンツァ |

### 地震分類

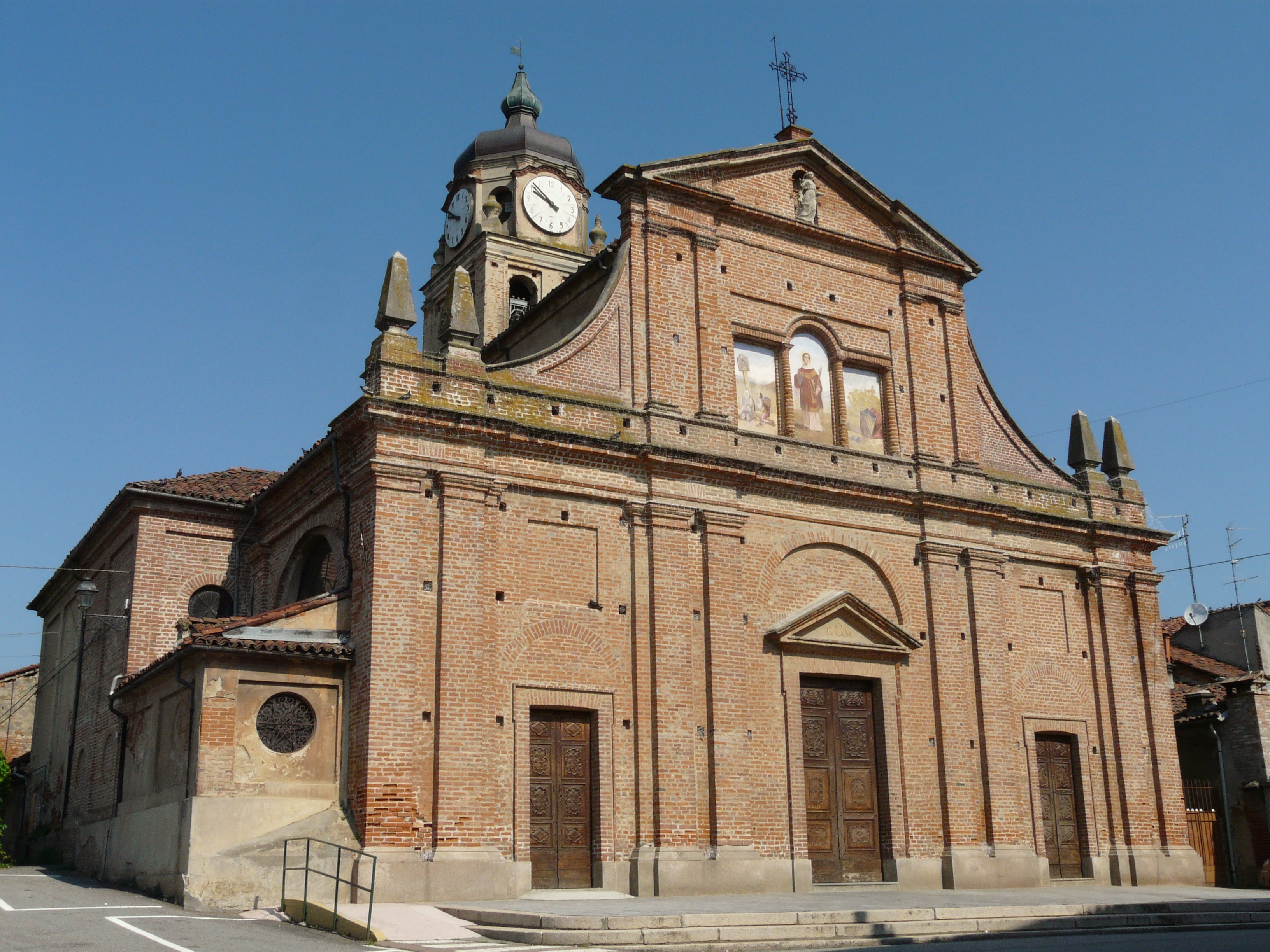
聖ヴィンセンツォ教会（正面）

イタリアの地震リスク階級 (it) では、4 に分類される
。